# طائرة فضائية

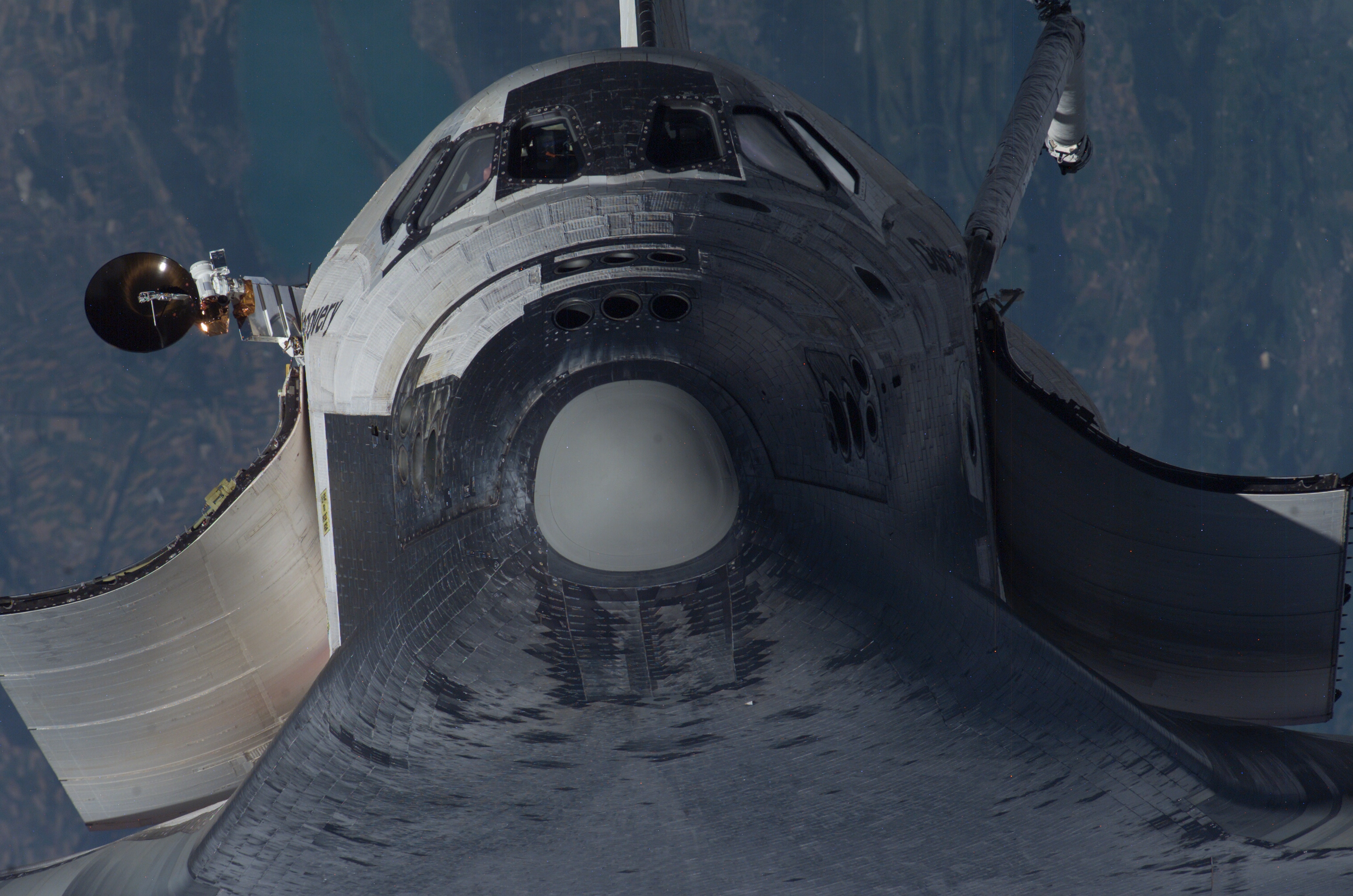
مكوك فضاء وهو يدور حول الأرض

الطائرة الفضائية هي مركبة فضائية جوية بوسعها أن تطير أو تنساب مثل مركبة جوية في الغلاف الجوي للأرض، أو تناور مثل مركبة فضائية في الفضاء الخارجي. يجب على الطائرات الفضائية لفعل ذلك دمج خصائص كل من المركبة الجوية والمركبة الفضائية، بحيث تكون في الوسط بين الاثنتين. الطائرات الفضائية المدارية أكثر شبهًا بالمركبات الفضائية، بينما الطائرات الفضائية دون المدارية أكثر شبهًا بالمركبات الجوية ذات الأجنحة الثابتة. تُطلَق كل الطائرات الفضائية حتى الآن بمساعدة الصواريخ، وتهبط كالطائرات الشراعية العاملة دون طاقة.
أُطلقت ثلاثة أنواع من الطائرات الفضائية إلى المدار بنجاح، وعادت ودخلت الغلاف الجوي للأرض، ونفذت بعملية الهبوط: المكوك الفضائي، والطائرة الفضائية بوران، وبوينغ إكس 37. أمّا بالنسبة لمركبة الحلم الفضائية، فكانت في طور التطوير. حتى عام 2019، أُطلقت كل المركبات المدارية السابقة، والحالية، والمُخطط لها، بشكل عمودي محمولة على صاروخ منفصل. تنطلق الرحلات الفضائية المدارية بسرعات عالية، وعادة تكون الطاقات الحركية للرحلات المدارية أكبر بـ50 مرة على الأقل من مثيلاتها من الرحلات في مسارات دون مدارية. بناءً على ذلك، تتطلب المركبات واقيًا حراريًا ثقيلًا في أثناء إعادة الدخول إلى الغلاف الجوي، لأن هذه الطاقة الحركية ستتحول إلى شكل حراري. اقتُرح العديد من الطائرات الفضائية، لكن لم يصل أي منها إلى مرحلة الطيران.
أُطلقت على الأقل ثلاثة مركبات جوية دون مدارية بمساعدة الصواريخ بشكل عمودي في رحلات فضائية دون مدارية من على متن مركبة حاملة مجوقلة قبل اشتعال الصواريخ ما بعد خط كارمان: إكس 15، وسبيس شيب وان، وسبيس شيب تو.

## التحديات
يجب على الطائرات الفضائية العمل في الفضاء، بشكل مشابه للمركبات الفضائية التقليدية، لكن يجب أيضًا أن تملك القدرة على الطيران في الغلاف الجوي، بشكل مشابه للمركبات الجوية. ترفع هذه المتطلبات من التعقيد، والمخاطرة، والكتلة الجافة، وتكلفة تصاميم الطائرات الفضائية. ستعتمد الأقسام اللاحقة بشكل كبير على مكوك الفضاء الأمريكي بصفته الطائرة الفضائية المأهولة الوحيدة الأكبر، والأكثر فتكًا، وتعقيدًا، وغلاءً، وطيرانًا، رغم نجاح تصميمات أخرى بالطيران.

### الإطلاق إلى الفضاء
ينتج عن مسار الرحلة المطلوب للوصول إلى المدار حمولات ديناميكية هوائية كبيرة، واهتزازات، وتسارعات، ويجب على هيكل المركبة الصمود أمام كل هذا.
إذا عانت مركبة الإطلاق خللًا كارثيًا، تُدفع كبسولة الفضاء التقليدية إلى بر الأمان عن طريق نظام إلغاء الإطلاق. كان مكوك الفضاء كبيرًا جدًا وثقيلًا بحيث لم تتوفر القدرة لتطبيق هذا الأسلوب، ما نتج عنه عدد من أوضاع الإلغاء التي قد تكون قابلة للاستمرار أو لا. على أي حال، برهنت كارثة تشالنجر أن مكوك الفضاء يفتقر إلى فرصة الاستمرار والارتقاء.

### بيئة الفضاء
يجب أن تُزوَّد الطائرة الفضائية فور وصولها إلى المدار بالطاقة، عن طريق الألواح الشمسية، أو البطاريات، أو خلايا الوقود، بالإضافة إلى إجراء المناورة في الفضاء، وإبقائها في حالة التوازن الحراري، وتوجيهها، والتواصل معها. تفرض البيئات الحرارية والإشعاعية في المدار ضغوطات إضافية. بالإضافة إلى إنجاز المهمة المُطلقة لإكمالها، مثل نشر الأقمار الاصطناعية أو إجراء التجارب العلمية.
استخدم مكوك الفضاء محركات خاصة لإنجاز المناورات المدارية. استخدمت هذه المحركات وقودًا سامًّا تلقائي الاشتعال يحتاج إلى احتياطات خاصة للتعامل معه. خُزّنت غازات مختلفة تحت ضغط عالٍ في أوعية ضغط مركبة ذات شكل ملتف، تتضمن الهيليوم من أجل عملية الانضغاط، والنتروجين من أجل دعم الحياة.

### إعادة الدخول إلى الغلاف الجوي
يجب أن تتخلص المركبة الفضائية الداخلة إلى الغلاف الجوي من السرعة الهائلة، ما ينتج حرارة عالية. على سبيل المثال، يحمي نظام الحماية الحراري لمكوك الفضاء (تي بّي إس) الهيكل الداخلي للمركبة المدارية من درجات الحرارة السطحية التي تصل حتى 1650 درجة مئوية (3000 فهرنهايت)، التي تتجاوز بكثير نقطة انصهار الفولاذ. تحلّق الطائرات الفضائية دون المدارية بمسارات تتطلب طاقة أقل، وبذلك لا يوضع ضغط كبير على نظام الحماية الحراري للمركبة.
نتجت كارثة مكوك الفضاء كولومبيا بشكل مباشر عن فشل نظام الحماية الحراري.

### الطيران الديناميكي الهوائي والهبوط الأفقي
يجب تشغيل أسطح التحكم الديناميكية الهوائية، ويجب تضمين عدة الهبوط  في كلفة الكتلة الإضافية.

### مفهوم الطائرة الفضائية المدارية المستوعبة للهواء
يجب على الطائرة الفضائية المدارية المستوعبة للهواء الطيران في مسار يُسمى «مسار التثبيط» يضع المركبة في نظام طيران فوق صوتي على ارتفاع عالٍ في الغلاف الجوي لفترة طويلة من الزمن. تحفز هذه البيئة ضغطًا ديناميكيًا عاليًا، ودرجة حرارة عالية، وأحمال تدفق حراري عالية، وبشكل خاص على أسطح الحافة الأمامية للطائرة الفضائية، ما يتطلب بناء أسطح خارجية من مواد متطورة و/أو استخدام التبريد النشط.

## الطائرات الفضائية المدارية

### المكوك الفضائي
كان المكوك الفضائي نظامًا لمركبة فضائية مدارية مأهولة قابلة لإعادة الاستخدام بشكل جزئي تحلق في مدار أرضي منخفض تابعة لناسا كجزء من برنامج مكوك الفضاء. كان اسم البرنامج الرسمي نظام النقل الفضائي (إس تي إس)، مأخوذ من خطة لنظام مركبة فضائية قابلة لإعادة الاستخدام عام 1969، وكانت الموضوع الوحيد الممول في مجال التنمية. جرت الرحلة الأولى من بين الرحلات التجريبية المدارية المأهولة الأربعة في عام 1981، ما قاد إلى بداية الرحلات التشغيلية في عام 1982. بالإضافة إلى النموذج الأولي الذي أُلغي إكماله، بُنيت خمسة أنظمة مكوكية مكتملة، واستُخدمت في 135 مهمة بالمجمل منذ عام 1981 وحتى عام 2011، وأُطلقت من مركز كينيدي للفضاء (كي إس سي) في فلوريدا. بلغ مجموع وقت مهام الأسطول المكوكي 1322 يومًا، و19 ساعة، و21 دقيقة، و23 ثانية.
تضمنت مكونات المكوك المركبةَ المداريةَ المزودة بثلاثة محركات رئيسية مجتمعة من نوع روكتداين آر إس 25، بالإضافة إلى زوج من المعززات الصاروخية القابلة للاسترداد العاملة بالوقود الصلب، وخزان خارجي قابل للاستهلاك يحتوي على الهيدروجين والأوكسجين السائلين. أُطلق مكوك الفضاء عموديًا، بشكل مشابه لصاروخ تقليدي، مزودًا باثنين من المعززات الصاروخية العاملة بالوقود الصلب بالتوازي مع المحركات الرئيسية الثلاثة، التي تجري تغذيتها بالوقود عن طريق الخزان الخارجي. تنفصل المعززات عن المركبة المدارية قبل الوصول إلى المدار، وينفصل الخزان الخارجي قبل الدخول في المدار، وتستخدم المركبة المدارية لدخول المدار محرّكين من محركات نظام المناورة المدارية. في نهاية المهمة، تُشغِّل المركبة المدارية نظام مناورتها المدارية للخروج من المدار وإعادة الدخول إلى الغلاف الجوي. تنحدر المركبة المدارية إلى مدرج الهبوط، الموجود عادة في منشأة الهبوط المكوكية في مركز كينيدي للفضاء في فلوريدا، أو في بحيرة روجرز الجافة في قاعدة إدواردز الجوية في كاليفورنيا. بعد الهبوط في قاعدة إدواردز، تُعاد المركبة الفضائية إلى مركز كينيدي للفضاء على متن مركبة جوية حاملة للمكوك، وعلى وجه التحديد بوينغ 747 المعدّلة.